# Georgios Sotiriadis

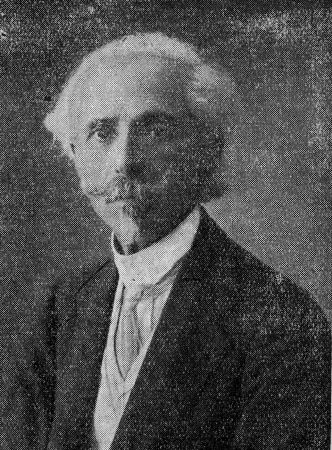
Georgios Sotiriadis

Georgios Sotiriadis, auch Georgios Soteriades (griechisch Γεώργιος Σωτηριάδης; * 25. April 1852 in Sidirokastro; † 30. Januar 1942 in Athen) war ein griechischer Philologe und klassischer Archäologe.

## Biografie
Georgios Sotiriadis war der Sohn von Sotirios Sotiriades und Eleni Primikiri. Er wurde am 25. April 1852 in Demirhisar, dem heutigen Sidirokastro, im Norden Makedoniens, das damals noch zum Osmanischen Reich gehörte, geboren. Er studierte an der philosophischen Fakultät der Universität Athen und an der Universität München, wo er 1887 promoviert wurde. 1896 wurde er Kurator der Archäologischen Gesellschaft Athen.
Am 26. April 1901 heiratete er die griechischstämmige Engländerin Maria Mavrogordato in Athen. 1912 wurde er Professor an der Universität Athen. Von 1918 bis 1920 war er Vizepräsident der Archäologischen Gesellschaft Athen. 1926 wurde er Professor und zugleich der erste Rektor an der Universität Thessaloniki. Im gleichen Jahr wurde er auch Mitglied der neugegründeten Akademie von Athen. Georgios Sotiriadis lehrte auch an den Universitäten von Odessa, Ioannina und Plowdiw.